# Мандус (рудник)
Мандус (рудник) — колишнє гірничодобувне підприємство, яке діяло на півночі Оману.
В 2010 році компанія Mawarid Mining зі складу групи Mohammed Al Barwani LLC виявила родовище Мандус, яке містило близько 8,2 млн тонн руди з середнім вмістом міді 1,48 %. 
Введення Мандус у розробку відбулось вже у 2011-му. Видобуток вели відкритим способом, а отримана руда спрямовувалась на збагачувальну фабрику в Ласайлі.
Станом на 2015 рік Мандус усе ще перебувало в розробці, проте не пізніше початку 2020-х його запаси були відпрацьовані.